# Alaksiej Dzikawicki
Alaksiej Dzikawicki (biał. Аляксей Дзікавіцкі; ur. 1973 w Pińsku) – białoruski dziennikarz, wieloletni korespondent Radia Swaboda, od 2001 roku zamieszkujący w Polsce; od 2007 do 2024 roku szef redakcji programów informacyjnych w nadającej z Polski białoruskojęzycznej stacji telewizyjnej Biełsat TV, redaktor i wydawca programu Abjektyu; od 2013 roku członek Rady Białoruskiej Republiki Ludowej, uważającej się za rząd Białorusi na uchodźstwie.

## Życiorys

### Młodość i działalność na Białorusi
Urodził się w 1973 roku w Pińsku, w obwodzie brzeskim Białoruskiej SRR, ZSRR. Jego ojciec był Białorusinem z Polesia, matka – Mordwinką z Uralu. Wychowywał się u dziadka i babki na wsi pod Pińskiem. Do pójścia do szkoły potrafił mówić wyłącznie w dialekcie poleskim. W młodości czytał twórczość Uładzimira Karatkiewicza, Wasila Bykaua, słuchał zespołu muzycznego Mroja. Odczuwał nienawiść do systemu radzieckiego, co, jego zdaniem, uświadomiło mu i wzmocniło w nim poczucie białoruskiej tożsamości narodowej. 7 listopada 1990 roku na placu Lenina w Pińsku po raz pierwszy uczestniczył w demonstracji przeciwko komunizmowi i za niepodległość Białorusi. Trzymał wówczas w rękach transparent z napisem Wielki październik uczynił nas niewolnikami i biało-czerwono-białą flagę Białorusi, uszytą przez jego matkę z prześcieradła i zerwanej wcześniej flagi Białoruskiej SRR.
W 1994 roku ukończył Instytut Wiedzy Współczesnej w Mińsku ze specjalnością „ekonomia”. Pracował w przedsiębiorstwie obróbki drewna „Pinskdreu” w Pińsku i w Białoruskim Komitecie Helsińskim. Od połowy lat 90. pracował jako dziennikarz, pisząc dla niezależnych czasopism Białorusi. Od 1997 roku był korespondentem Radia Swaboda w Pińsku i w obwodzie brzeskim. Pełnił funkcję redaktora naczelnego lokalnej pińskiej gazety. W 2001 roku napisał w niej artykuł na temat, jego zdaniem, planowanych przez władze fałszerstw w trakcie wyborów prezydenckich. Został aresztowany i tydzień znajdował się w więzieniu w Pińsku. Kontaktowali się z nim funkcjonariusze białoruskiego KGB, rozpoczęto przeciwko niemu sprawę karną. W tym samym roku Alaksiej Dzikawicki podjął decyzję o wyjeździe wraz z rodziną do Polski. Wkrótce potem jego nazwisko znalazło się na liście poszukiwanych przez wymiar sprawiedliwości Białorusi.

### Działalność w Polsce
Alaksiej Dzikawicki otrzymał w Polsce status uchodźcy. Pracował jako korespondent Radia Swaboda w tym kraju. W latach 2003–2004 był wydawcą i redaktorem naczelnym „Akcentu Białoruskiego” – skierowanego do Polaków czasopisma o Białorusi i stosunkach polsko-białoruskich (ukazały się dwa numery: marzec-kwiecień 2003 oraz styczeń-luty 2004). W 2007 roku przyjął propozycję tworzenia redakcji programów informacyjnych w nowo utworzonej, nadającej z Polski białoruskojęzycznej stacji telewizyjnej Biełsat TV. Był także redaktorem i wydawcą programu Abjektyu (pol. Obiektyw). Nie planuje ponownej wizyty w Pińsku, mimo że jego sprawa została umorzona.
W czerwcu 2013 roku został członkiem Rady Białoruskiej Republiki Ludowej – istniejącego od 1918 roku tworu politycznego uważającego się za rząd Białorusi na uchodźstwie.

## Poglądy
Według słów Alaksieja Dzikawickiego, praca w Biełsacie stanowi dla niego nie tylko możliwość informowania współobywateli o tym, co w rzeczywistości dzieje się w kraju, ale także szansę sformowania nowego pokolenia białoruskich dziennikarzy, wiedzących jak tworzyć niezależną i obiektywną telewizję. Jego zdaniem Białorusini będą mieli nieograniczony dostęp do informacji dopiero wtedy, gdy dokonają właściwego wyboru politycznego.

## Życie prywatne
Alaksiej Dzikawicki jest żonaty z Aleną Dzikawicką.